# 28-ма зенітна дивізія (Третій Рейх)
28-ма зенітна дивізія (Третій Рейх) (нім. 28. Flak-Division) — зенітна дивізія Вермахту зі складу військово-повітряних сил, що діяла наприкінці Другої світової війни.

## Історія
28-ма зенітна дивізія була сформована у жовтні 1944 року на основі підрозділів бригади зенітної артилерії Люфтваффе. Штаб розміщувався у Бад-Герренальбі. До складу дивізії увійшли:
- 139-та зенітна група (Штутгарт),
- 68-й зенітний полк (Карлсруе) та
- 130-й зенітний полк (Фрідріхсгафен).

Загалом на початок листопада 28-ма зенітна дивізія мала у своєму складі 44 зенітні батареї (зокрема 32 важкої зенітної артилерії та 10 середньої та легкої).

## Райони бойових дій
- Німеччина (жовтень 1944 — травень 1945).

## Командування

### Командири
- оберст Ган-Юрген Гекманнс (нім. Hans-Jürgen Heckmanns) (24 жовтня — 24 листопада 1944);
- генерал-майор Курт фон Людвіг (нім. Kurt von Ludwig) (24 листопада 1944 — 8 травня 1945).

### Підпорядкованість
| Час      | Корпус        | Командування/Флот              | Штаб                       |
| -------- | ------------- | ------------------------------ | -------------------------- |
| 1944     |               |                                |                            |
| жовтень  |               | Люфтгау V                      | Південно-західна Німеччина |
| 9 грудня | IV корпус ППО | Командування Люфтваффе «Захід» | Південно-західна Німеччина |
| 1945     |               |                                |                            |
| 1 січня  | IV корпус ППО | Командування Люфтваффе «Захід» | Південно-західна Німеччина |